# 柬埔寨革命军
柬埔寨革命军是民主柬埔寨的国家武装力量。
柬埔寨革命军的历史可以追溯到1967年马德望省三洛起义后组建的武装力量。1970年柬埔寨政变后，红色高棉将其掌握的武装力量整编为“柬埔寨民族解放人民武装力量”。1975年4月，红色高棉攻占金边后，“柬埔寨民族解放人民武装力量”改组为“柬埔寨革命军”。宋成长期担任总指挥官。
红色高棉奉行毛泽东思想的“党指挥枪”原则，柬埔寨革命军由柬埔寨共产党领导。其不少武器装备来源于苏联和中国的支援，以及在内战中自高棉国家军队和越南共和国军那里缴获的美国装备。1977年，柬埔寨革命军空军成立。
民主柬埔寨时期，柬埔寨革命军参与了对前高棉国家军队军官及其家属的清洗，未经审判便处决了他们。之后的任务便是各地军队整合为国家的军队。红色高棉夺权前，各地的武装由柬共各大区的书记领导，或多或少地保持着一定自治。各大区书记同时是党和军队的领导人，据说其中一些人表现出“军阀特征”。一个大区的部队经常会被派到另一个大区执行纪律，对持不同政见、或者意识形态不纯的大区干部进行清洗。
1979年柬越战争期间，柬埔寨革命军被改组为民主柬埔寨国民军，继续与越南人民军及柬埔寨人民革命武装力量对抗。